# 北日ノ出駅
北日ノ出駅（きたひのでえき）は、北海道旭川市東旭川町日ノ出にあった北海道旅客鉄道（JR北海道）石北本線の駅（廃駅）である。駅番号はA33。

## 歴史
1958年（昭和33年）に石北本線旭川駅 - 上川駅間に気動車が投入されたことを受けて、2年後に東旭川村（当時）が陳情し設置された仮乗降場を出自とした駅であった。

こうした経緯から末期まで普通列車でも通過列車の設定があり、2020年（令和2年）3月14日改正時点では、普通列車のうち、下り4本、上り6本（うち1本は休日運休）が停車していた。

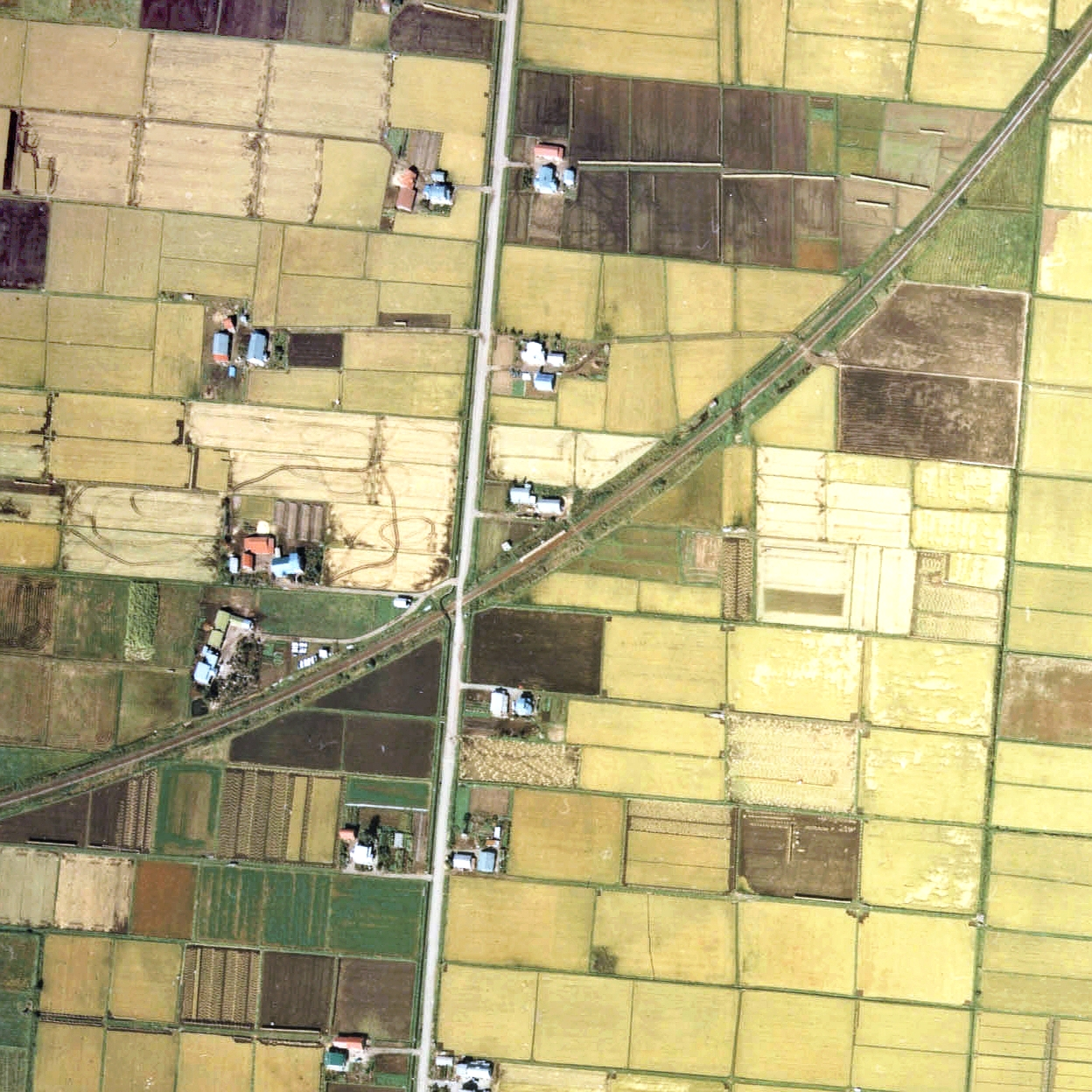
1977年の北日ノ出仮乗降場と周囲500m範囲。右上が上川方面。現在は南側に工業団地が出来ているが、この当時は見渡す限りの田園地帯である。

### 年表
- 1960年（昭和35年）
  - 同年春：東旭川村から旭川鉄道管理局に東旭川駅 - 桜岡駅間へ簡易停車場の設置について陳情[1]。
  - 5月2日：日本国有鉄道石北線の北日ノ出仮乗降場（局設定）として開業[3]。旅客のみ取扱い。
- 1961年（昭和36年）4月1日：所属路線が石北本線に改称。
- 1987年（昭和62年）4月1日：国鉄分割民営化によりJR北海道に継承[4]。同時に旅客駅に昇格[3][4]、北日ノ出駅となる。
- 1990年（平成2年）3月10日：営業キロ設定。
- 2021年（令和3年）3月13日：利用者減少とダイヤ改正に伴い、廃止[JR北 1][JR北 2][新聞 1][新聞 2]。

### 駅名の由来
所在地「日ノ出」の北部にあるため。

## 駅構造
単式ホーム1面1線を有する地上駅。ブロック建ての待合室があった。かつて待合所・駅名標には「北日の出」と書かれていたが、2006年6月、「北日ノ出」に書き換えられた。なおこれはひらがなの「の」の一部を切り取っただけのものである。その後駅名標は新品のものに交換された。便所は設置されていなかった。旭川駅管理の無人駅だった。自動券売機の設置はなかった。

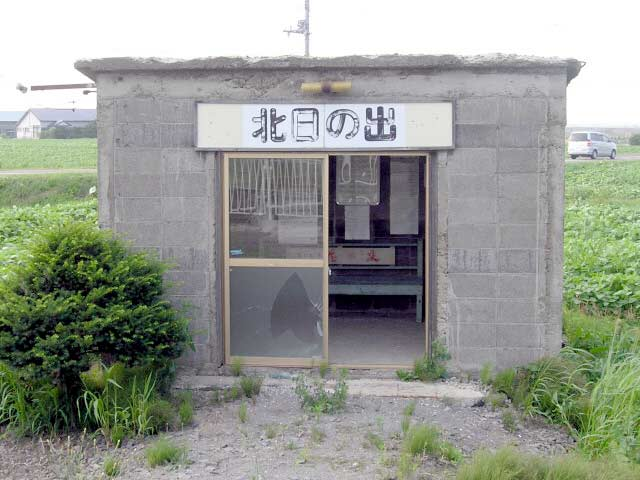
駅名看板書き換え前の駅舎（2004年7月）
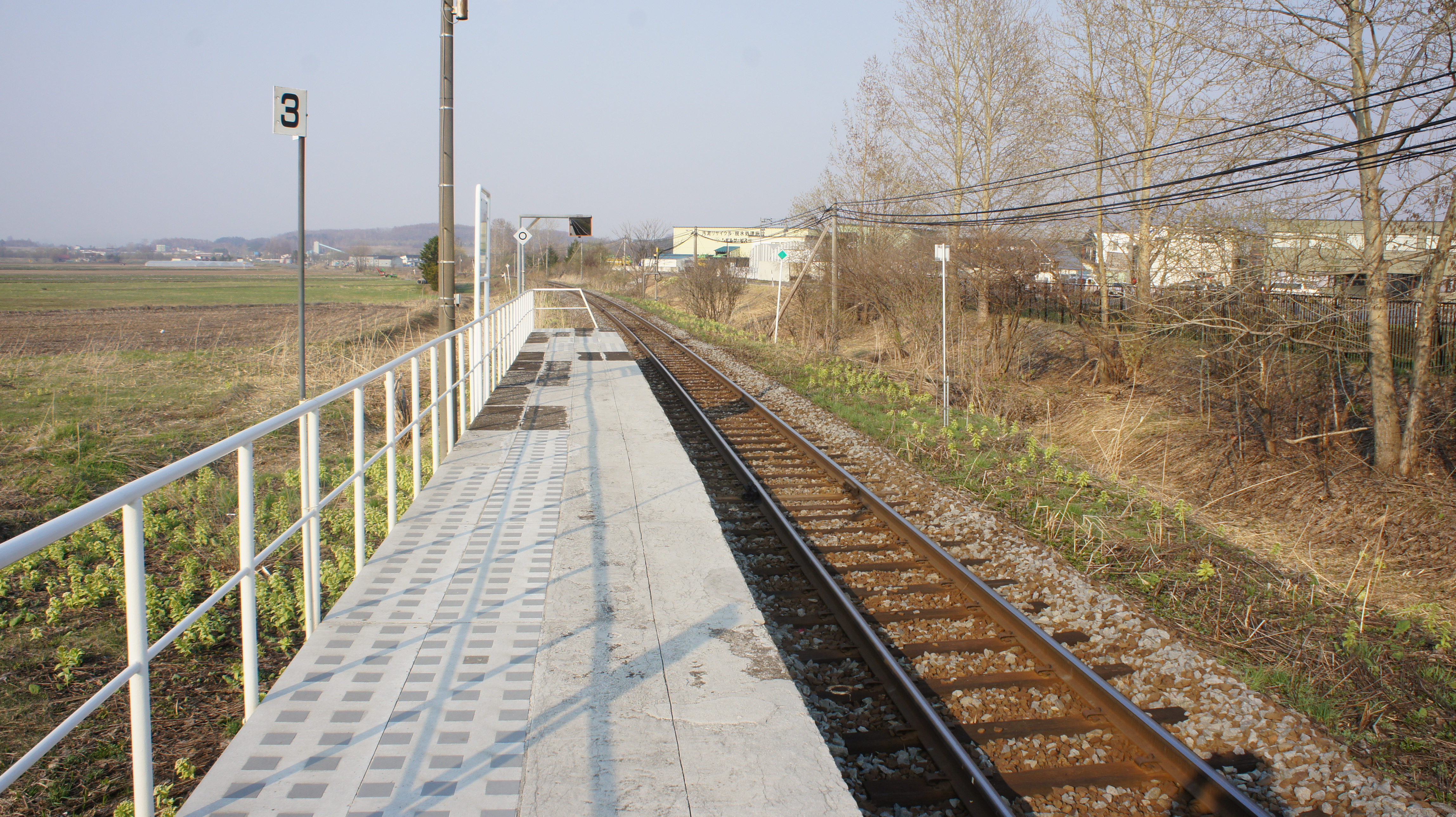
ホーム（2018年4月）
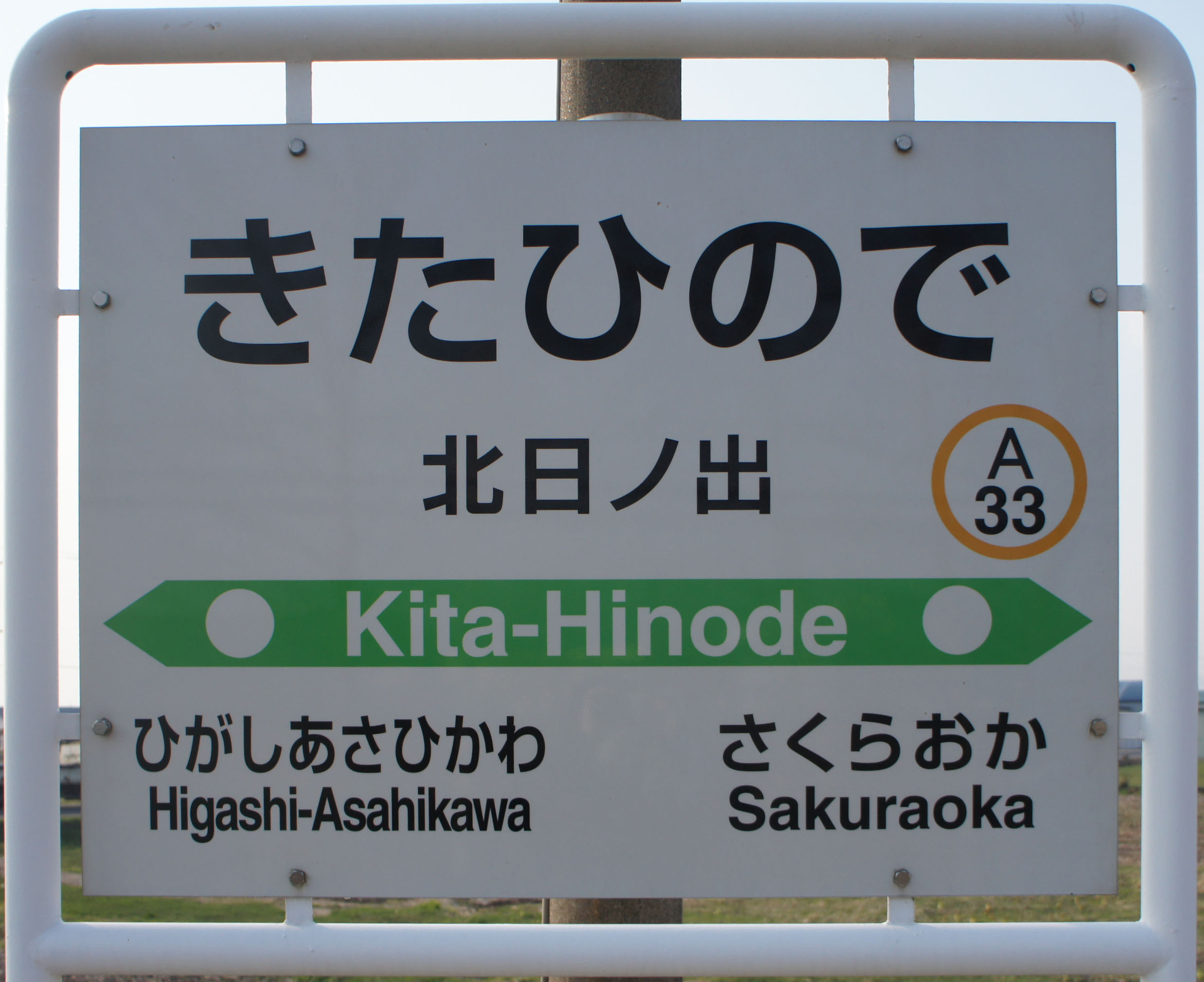
駅名標（2018年4月）

## 利用状況
廃止直前までの乗車人員の推移は以下のとおり。年間の値のみ判明している年については、当該年度の日数で除した値を括弧書きで1日平均欄に示す。乗降人員のみが判明している場合は、1/2した値を括弧書きで記した。
また、「JR調査」については、当該の年度を最終年とする過去5年間の各調査日における平均である。
| 年度               | 乗車人員 | 乗車人員 | 乗車人員 | 出典       | 備考 |
| 年度               | 年間     | 1日平均  | JR調査   | 出典       | 備考 |
| ------------------ | -------- | -------- | -------- | ---------- | ---- |
| 2016年（平成28年） |          |          | 1.2      | [ JR北 3 ] |      |
| 2017年（平成29年） |          |          | 1.6      | [ JR北 4 ] |      |
| 2018年（平成30年） |          |          | 1.8      | [ JR北 5 ] |      |
| 2019年（令和元年） |          |          | 1.4      | [ JR北 6 ] |      |
| 2020年（令和02年） |          |          | 1.2      | [ JR北 7 ] |      |

## 駅周辺
近くに旭川工業団地がある。旭川市旭山動物園に徒歩約25分と最も近い駅であったが、停車本数が少なくバスなどの公共交通機関もないため最寄駅としてのアクセス機能は果たしていなかった。旭川駅からのバス利用が一般的。

## 隣の駅
北海道旅客鉄道（JR北海道）
■石北本線（廃止時点）
東旭川駅 (A32) - 北日ノ出駅 (A33) - 桜岡駅 (A34)

#### JR北海道
1. 1 2  『来春のダイヤ見直しについて』（PDF）（プレスリリース）北海道旅客鉄道、2020年12月9日。オリジナルの2020年12月9日時点におけるアーカイブ。2020年12月9日閲覧。
2. 1 2  『2021年3月ダイヤ改正について』（PDF）（プレスリリース）北海道旅客鉄道、2020年12月18日。オリジナルの2020年12月18日時点におけるアーカイブ。2020年12月18日閲覧。
3. ↑  「石北線（新旭川・網走間）」（PDF）『線区データ（当社単独では維持することが困難な線区）』、北海道旅客鉄道、2017年12月8日。オリジナルの2017年12月9日時点におけるアーカイブ。2017年12月10日閲覧。
4. ↑  「石北線（新旭川・網走間）」（PDF）『線区データ（当社単独では維持することが困難な線区）(地域交通を持続的に維持するために)』、北海道旅客鉄道株式会社、3頁、2018年7月2日。オリジナルの2018年8月19日時点におけるアーカイブ。2018年8月19日閲覧。
5. ↑  “石北線（新旭川・網走間）” (PDF). 線区データ（当社単独では維持することが困難な線区）(地域交通を持続的に維持するために).   北海道旅客鉄道. p. 3 (2019年10月18日). 2019年10月18日時点のオリジナルよりアーカイブ。2019年10月18日閲覧。
6. ↑  “石北線（新旭川・網走間）” (PDF). 地域交通を持続的に維持するために > 輸送密度200人以上2,000人未満の線区（「黄色」8線区）.   北海道旅客鉄道. p. 3・4 (2020年10月30日). 2020年11月2日時点のオリジナルよりアーカイブ。2020年11月2日閲覧。
7. ↑  “駅別乗車人員  特定日調査（平日）に基づく”.   北海道旅客鉄道. 2022年8月3日時点のオリジナルよりアーカイブ。2022年8月14日閲覧。

#### 新聞記事
1. 1 2  “無人2駅ありがとう 旭川市内「伊納」「北日ノ出」12日限りで廃止 鉄道ファンら別れ惜しむ”. 北海道新聞. (2021年3月9日).  オリジナルの2021年3月10日時点におけるアーカイブ。 2021年3月10日閲覧。
2. 1 2  “18無人駅に「ありがとう」 JRダイヤ改正で廃止 住民やファン 各地で別れ”. 北海道新聞. (2021年3月13日).  オリジナルの2021年3月13日時点におけるアーカイブ。 2021年3月13日閲覧。